# Condado de McDonough
El condado de McDonough es un condado estadounidense, situado en el estado de Illinois. Según el censo de los Estados Unidos del 2000, la población es de 32 913 habitantes. La cabecera del condado es Macomb. 

## Geografía
Según la Oficina del Censo de los Estados Unidos, el condado tiene un área total de 655 km² (768 millas²). De estas 1526 km² (590 mi²) son de tierra y 2 km² (1 mi²) son de agua.

### Colindancias
- Condado de Warren  - norte
- Condado de Fulton  - este
- Condado de Schuyler  - sur
- Condado de Hancock  - oeste
- Condado de Henderson  - noroeste
- Condado de DeKalb  - suroeste
- Condado de Boone  - oeste

## Historia
El Condado de McDonough fue nombrado en honor de Thomas MacDonough, oficial naval en la Batalla de Plattsburgh.

## Demografía
Según la Oficina del Censo de los Estados Unidos, el condado tiene un área total de 655 km² (768 millas²). De estas (1526 km² ( 590 mi²) son de tierra y (2 km² 1 mi²) son de agua.
Según el censo del año 2000, hay 32 913 personas, 12 360 cabezas de familia, y 7094 familias que residen en el condado. La densidad de población es de (22/km²). hab/km² 56 hab/mi²). La composición racial tiene:
- 92.88% Blancos (No hispanos)
- 1.48% Hispanos (Todos los tipos)
- 3.46% Negros o Negros Americanos (No hispanos)
- 0.47% Otras razas (No hispanos)
- 2.02% Asiáticos (No hispanos)
- 1.00% Mestizos (No hispanos)
- 0.14% Nativos Americanos (No hispanos)
- 0.04% Isleños (No hispanos)

Hay 12 360 cabezas de familia, de los cuales el 24% tienen menores de 18 años viviendo con ellos, el 47.10% son parejas casadas viviendo juntas, el 7.50% son mujeres que forman una familia monoparental (sin cónyuge), y 42.60% no son familias. El tamaño promedio de una familia es de 2.28 miembros.
En el condado el 18% de la población tiene menos de 18 años, el 27.60% tiene de 18 a 24 años, el 21.50% tiene de 25 a 44, el 19.10% de 45 a 64, y el 14.10% son mayores de 65 años. La edad media es de 29 años. Por cada 100 mujeres hay 95.3 hombres. Por cada 100 mujeres mayores de 18 años hay 93.8 hombres.
Tabla de la evolución demográfica:
|       | 1900   | 1910   | 1920   | 1930   | 1940   | 1950   | 1960   | 1970   | 1980   | 1990   | 2000   |
| ----- | ------ | ------ | ------ | ------ | ------ | ------ | ------ | ------ | ------ | ------ | ------ |
| TOTAL | 28 412 | 26 887 | 27 074 | 27 329 | 26 944 | 28 199 | 28 928 | 36 653 | 37 467 | 35 244 | 32 913 |

## Economía
Los ingresos medios de un cabeza de familia el condado es de $32 141, y el ingreso medio familiar es $43 385.00 Los hombres tienen unos ingresos medios de $29 326 frente a $20 798 de las mujeres. El ingreso per cápita del condado es de $15 890.00 El 19.80% de la población y el 9.60% de las familias están debajo de la línea de pobreza. Del total de gente en esta situación, 19.60% tienen menos de 18 y el 7.20% tienen 65 años o más.